# Miembros de la banda Red Hot Chili Peppers
Red Hot Chili Peppers (RHCP) es una banda de funk rock de Los Ángeles, California. Formada en enero de 1983 bajo el apodo Tony Flow and the Miraculously Majestic Masters of Mayhem, el grupo constaba originalmente con el vocalista Anthony Kiedis, el guitarrista Hillel Slovak,el bajista Flea (nombre real Michael Balzary) y el baterista Jack Irons . El grupo cambió su nombre a Red Hot Chili Peppers el 25 de marzo de 1983. En diciembre, Slovak e Irons abandonaron RHCP, después de su otra banda What Is This? obteniendo un contrato de grabación con MCA Records. Fueron reemplazados antes de fin de año por Jack Sherman y Cliff Martínez, respectivamente, quienes participaron en self-tilted debut álbum. Después de finalizada en diciembre de 1984, Sherman fue despedido por discusiones con Kiedis y Flea.

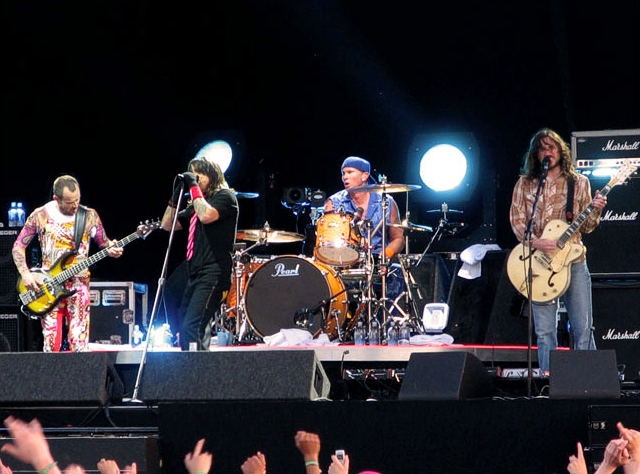
Red Hot Chili Peppers tocando en vivo durante el Festival Pinkpop en el 2006. De izquierda a derecha: Flea, Anthony Kiedis, Chad Smith y John Frusciante.

Recientemente Slovak dejó What Is This? y regresó a RHCP en enero de 1985. Durante la visita en promoción de Freaky Styley, Martínez fue reemplazado por Jack Irons, quién regresó en abril de 1986 para marcar el reencuentro del grupo original. The Uplift Mofo Party Plan fue lanzado en 1987. Aun así, después de luchar contra una adicción a la heroína por años, Slovak murió por una sobredosis el 25 de junio de 1988 recién acabada la gira de conciertos promocionales. Al momento de la muerte del guitarrista, Irons decidió dejar el grupo. Kiedis y Flea decidieron continuar, añadiendo a DeWayne McKnight en la guitarra y D.H. Peligro en la batería, en agosto. McKnight fue despedido el mes siguiente y reemplazado por John Frusciante; Peligro fue también rechazado en noviembre,Chad Smith que toma su lugar al mes siguiente.
Con su nueva formación finalizada, RHCP lanzó dos álbumes exitosos en Mother's Milk y Blood Sugar Sex Magik. El 7 de mayo de 1992,no obstante, Frusciante abruptamente deja la banda en medio del Tour Blood Sugar Sex Magik, con varios espectáculos cancelados como resultado. Trajeron a Arik Marshall para el resto de la gira, antes de que Jesse Tobias tomase su lugar en septiembre. Antes de fin de mes, sin embargo, el guitarrista anterior de Jane's Adicction, Dave Navarro – la primera elección de la banda para reemplazar a Frusciante – finalmente había aceptado unirse al grupo. La banda lanzó One Hot Minute en 1995 y promocionó extensamente con varias giras. Sin embargo, en abril de 1998, Navarro había dejado RHCP debido a diferencias creativas, y su deseo de centrarse en su nueva banda, Spread. Frusciante regresó a la banda unas cuantas semanas más tarde.
La formación de los Red Hot Chili Peppers permaneció constante por más de diez años después del regreso de Frusciante, mientras la banda continuó aumentando su éxito. Después de una breve pausa que comenzó en 2008, aun así, se anunció en diciembre de 2009 que el guitarrista por segunda vez había abandonado el grupo, explicando que "mis intereses musicales me han dirigido en una dirección diferente". A pesar del tiempo del anuncio, Frusciante dejó realmente la banda el 29 de julio de 2009. Josh Klinghoffer, un guitarrista temporal para la banda, había tomado su sitio cuando ésta regresó de una breve pausa en octubre. La banda liberó I'm With You en 2011 y The Getaway en 2016.